# Apartment Recordings
Apartment Recordings är EP's Trailer Parks debutalbum, utgivet 2000 på skivbolaget Ramblin' Records. Från skivan släpptes låten "Little Kid" som singel (2000).

## Låtlista
Alla låtar är skrivna av Eric Palmqwist.
1. "Little Kid"
2. "So Many Miles"
3. "The Great Fall Waltz"
4. "The Unwanted Visitor"
5. "Let This Horse Run Free"
6. "1.56"
7. "I Wont Let You Kill Me"
8. "Tired of This Town"
9. "A Song for You"
10. "I Never Thought That This Could Happen to Us"
11. "Mainstream"

## Singlar

### Little Kid
1. "Little Kid" - 3:22
2. "My Motorcycle Maniac" - 4:04

### Fotnoter
1. 1 2  ”Apartment Recordings”. Discogs.com. http://www.discogs.com/Eps-Trailer-Park-Apartment-Recordings/release/1613299. Läst 18 maj 2012.
2. ↑  ”Little Kid”. Discogs.com. http://www.discogs.com/Eps-Trailer-Park-Little-Kid/release/1449169. Läst 18 maj 2012.